# Ватерполо репрезентација Финске
Ватерполо репрезентација Финске представља Финску у међународним такмичењима у ватерполу. Налази се под контролом Пливачког савеза Финске.

## Резултати репрезентације на међународним такмичењима

### Олимпијске игре
Није учествовала

### Светско првенство у ватерполу
Није учествовала

### Европско првенство у ватерполу
| Европско првенство | Учествовање          | Пласман          | ИГ               | П                | Н                | И                | ГД               | ГП               | ГР               |
| ------------------ | -------------------- | ---------------- | ---------------- | ---------------- | ---------------- | ---------------- | ---------------- | ---------------- | ---------------- |
| Раније             | Није учествовала     | Није учествовала | Није учествовала | Није учествовала | Није учествовала | Није учествовала | Није учествовала | Није учествовала | Није учествовала |
| Барселона 1970     | Пласман 13-15. места | 13. место        | 6                | 1                | 1                | 4                | 19               | 51               | -32              |
| Беч 1974 - данас   | Није учествовала     | Није учествовала | Није учествовала | Није учествовала | Није учествовала | Није учествовала | Није учествовала | Није учествовала | Није учествовала |
| Укупно             | 1 учешће             | '                | 6                | 1                | 1                | 4                | 19               | 51               | -32              |

### Светска лига у ватерполу
Није учествовала

### Светски куп у ватерполу
Није учествовала